# فين سيدل
فين سيدل (بالألمانية: Fynn Seidel)‏ هو لاعب كرة قدم ألماني، ولد في 31 يناير 2004 في ألمانيا.

## وصلات خارجية
- فين سيدل على موقع قاعدة بيانات كرة القدم.إي يو (الإنجليزية)
- فين سيدل على موقع بيانات كرة القدم. دي إي (الألمانية)
- فين سيدل على موقع Soccerway.com (الإنجليزية)
- فين سيدل على موقع عالم كرة القدم.نت (الإنجليزية)